# Béla Lajta

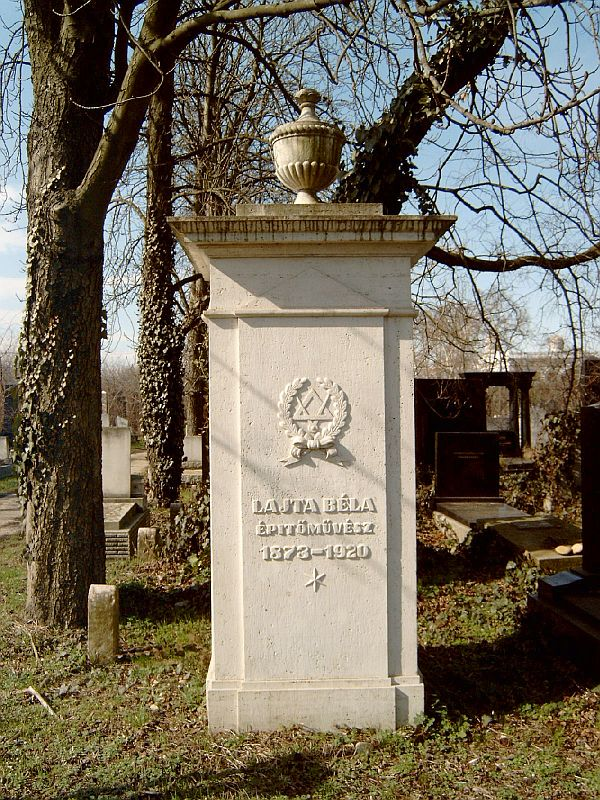
Grabstein auf dem „Kozma utcai izraelita temető“

Béla Lajta (bis 1907 Béla Leitersdorfer; geboren 23. Januar 1873 in Óbuda, Österreich-Ungarn; gestorben 12. Oktober 1920 in Wien) war ein ungarischer Architekt.

## Leben
Béla Leitersdorfer wurde in Óbuda (ab 17. November 1873 Teil von Budapest) in einer Familie von Textilhändlern geboren und studierte bis 1896 Architektur an der Technischen Universität Budapest bei Imre Steindl und Alajos Hauszmann. Mit einem Reisestipendium ging er für eineinhalb Jahre nach Rom und andere europäische Städte.  In Berlin bei Alfred Messel und Ernst von Ihne, Helsinki bei Eliel Saarinen und London bei Richard Norman Shaw vervollständigte er seine Ausbildung und kehrte  nach Budapest zurück.
1899 gewann er den Wettbewerb für den Entwurf einer Synagoge in Lipótváros, der Bau wurde allerdings nicht realisiert. Seine erste Arbeit war 1900 die Musikalienhandlung Bárd in der Kossuth Lajos utca in Budapest. Mit Ödön Lechner hatte er verschiedene Projekte, bekannt geworden ist insbesondere das Mausoleum der Familie Schmidl auf dem Neuen Jüdische Friedhof an der Kozma Straße. Er schuf in Budapest eine große Anzahl von Gebäuden im Jugendstil, in Ungarn unter der Bezeichnung Budapester Szecesszió, eines der bekannten Werke wurde 1910 das Haus am Szervita tér 5, in dem das Musikgeschäft Rózsavölgyi & Társa einzog, darüber die Firma „Leitersdorfer und Sohn“ sowie eine Hotel-Pension in den oberen Geschossen. Im Jahre 1909 baute er in einem Stile der Merkmale des späteren Art déco aufweist die Music Hall „Parisiana“ in der Paulay Ede utca, was heute noch als „Neues Theater“ (Új színház) existiert. Für eine Inszenierung von Karl Goldmarks Oper Die Königin von Saba entwarf er in der Theatersaison  1914/1915 das Bühnenbild.
Im Zuge der Assimilierung und Magyarisierung der ungarischen Juden erhielt Leitersdorfer 1907 den Familiennamen Lajta, das Grabmal Schmidl hatte er 1904 noch als Leitersdorfer signiert.

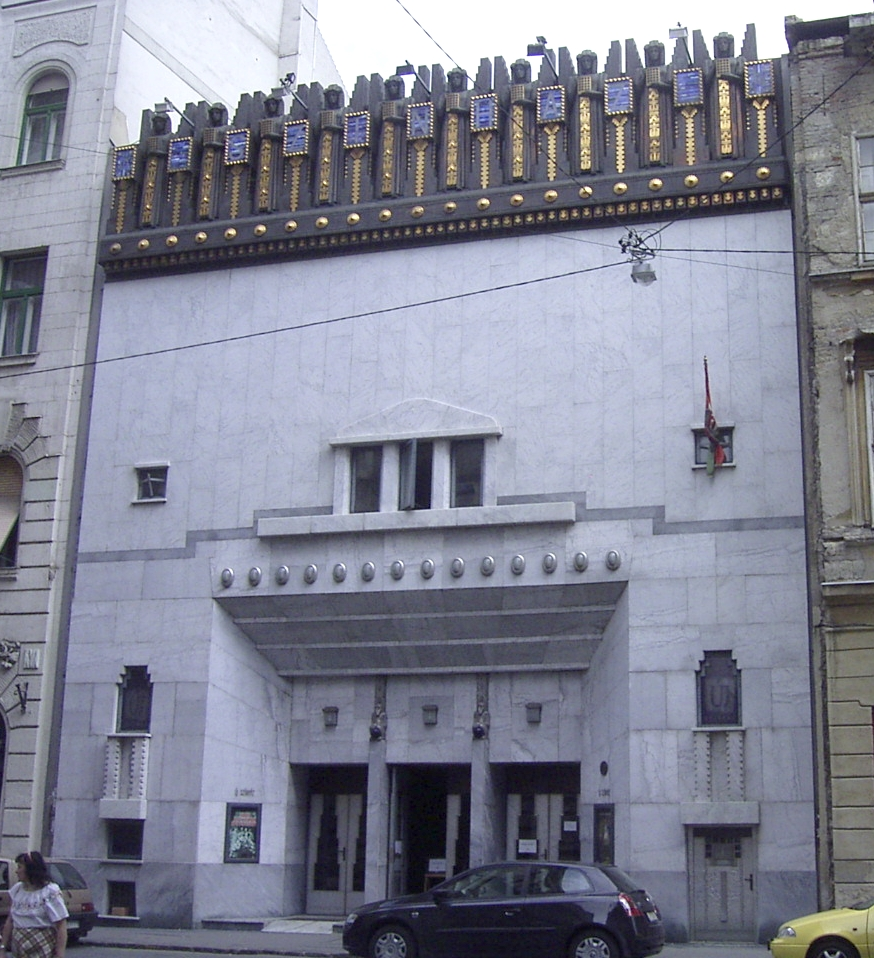
Új színház (Neues Theater)
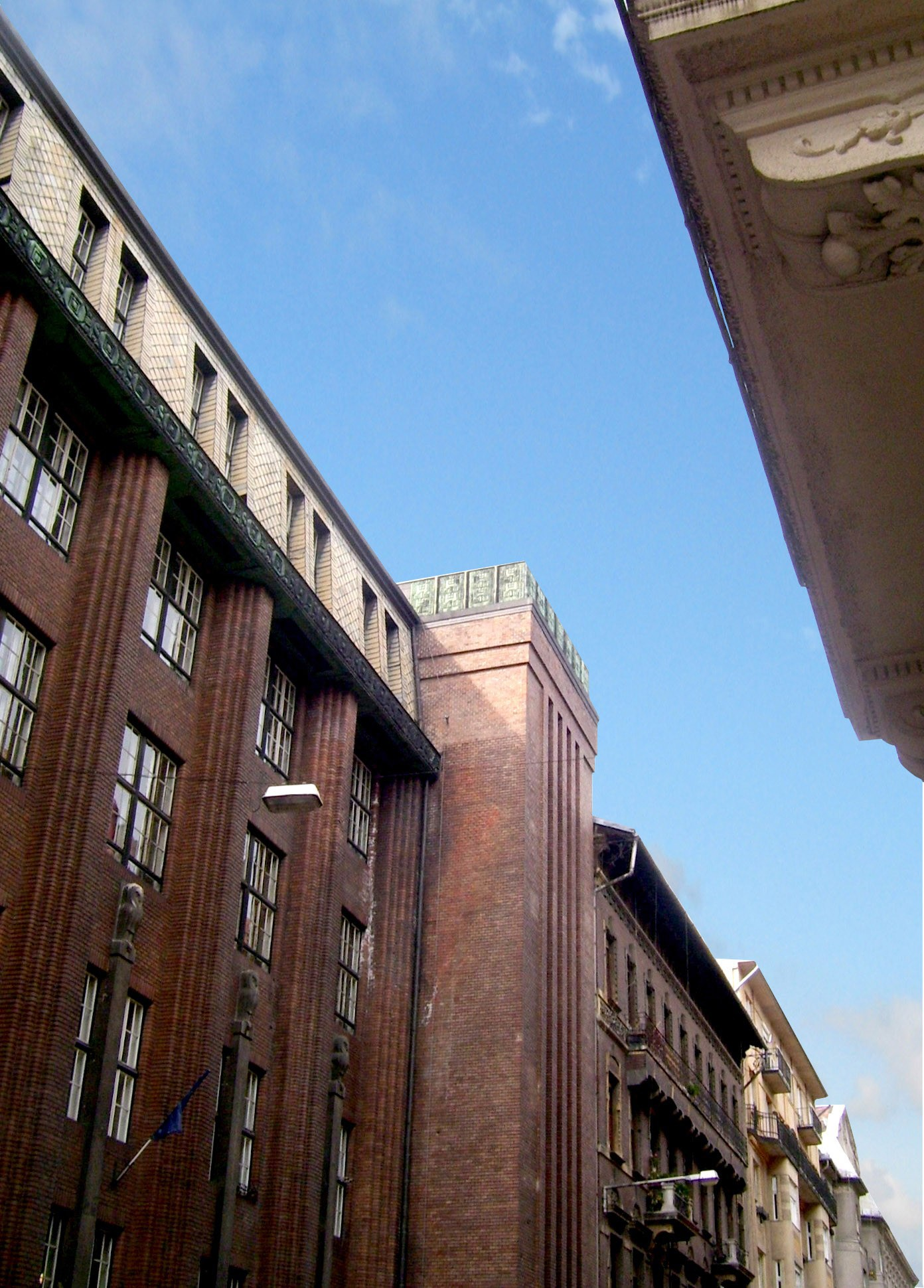
Kereskedelmi szaközépiskola, Höhere Handelsschule im 8. Bezirk
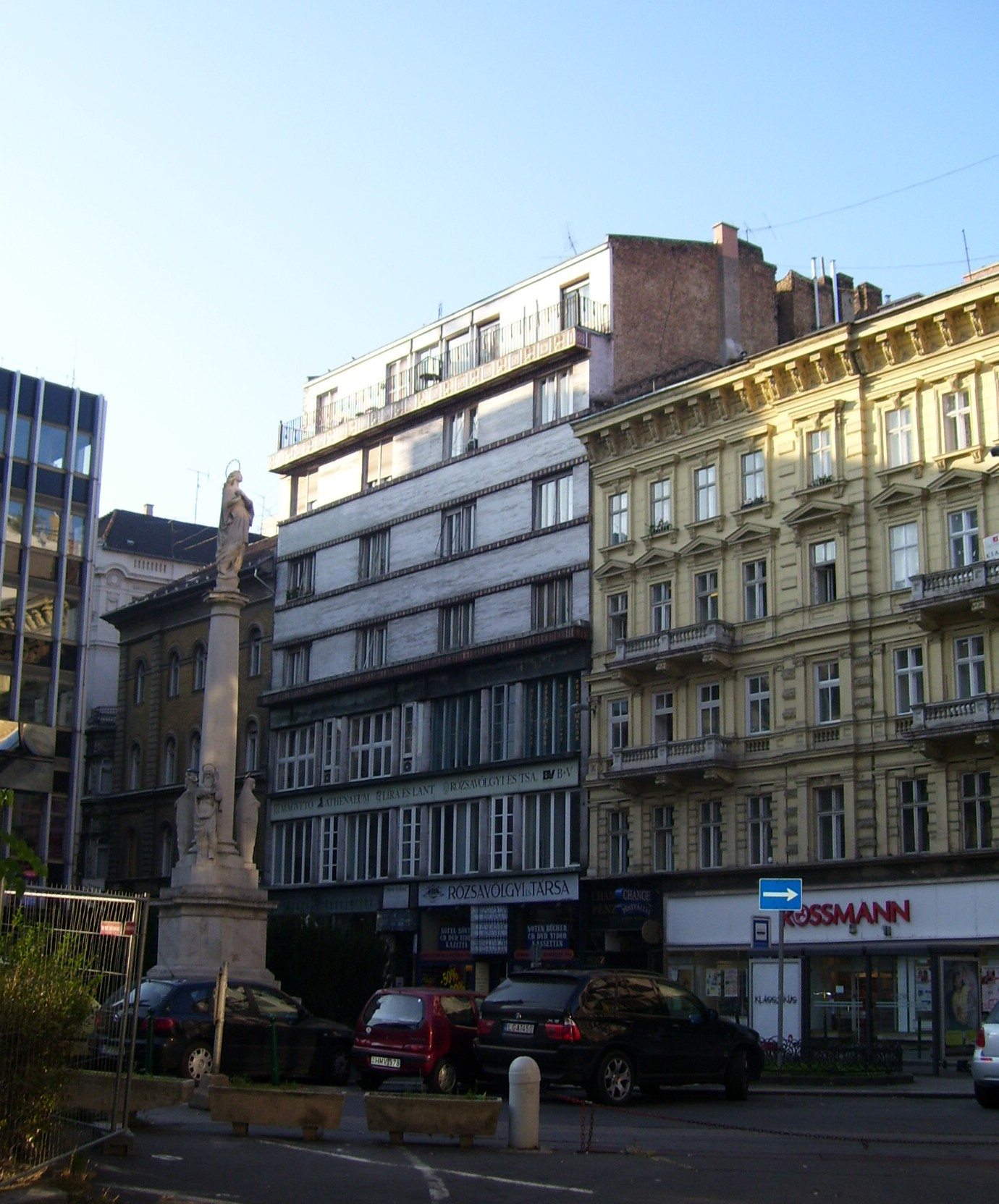
Musikverlag Rózsavölgyi és Társa
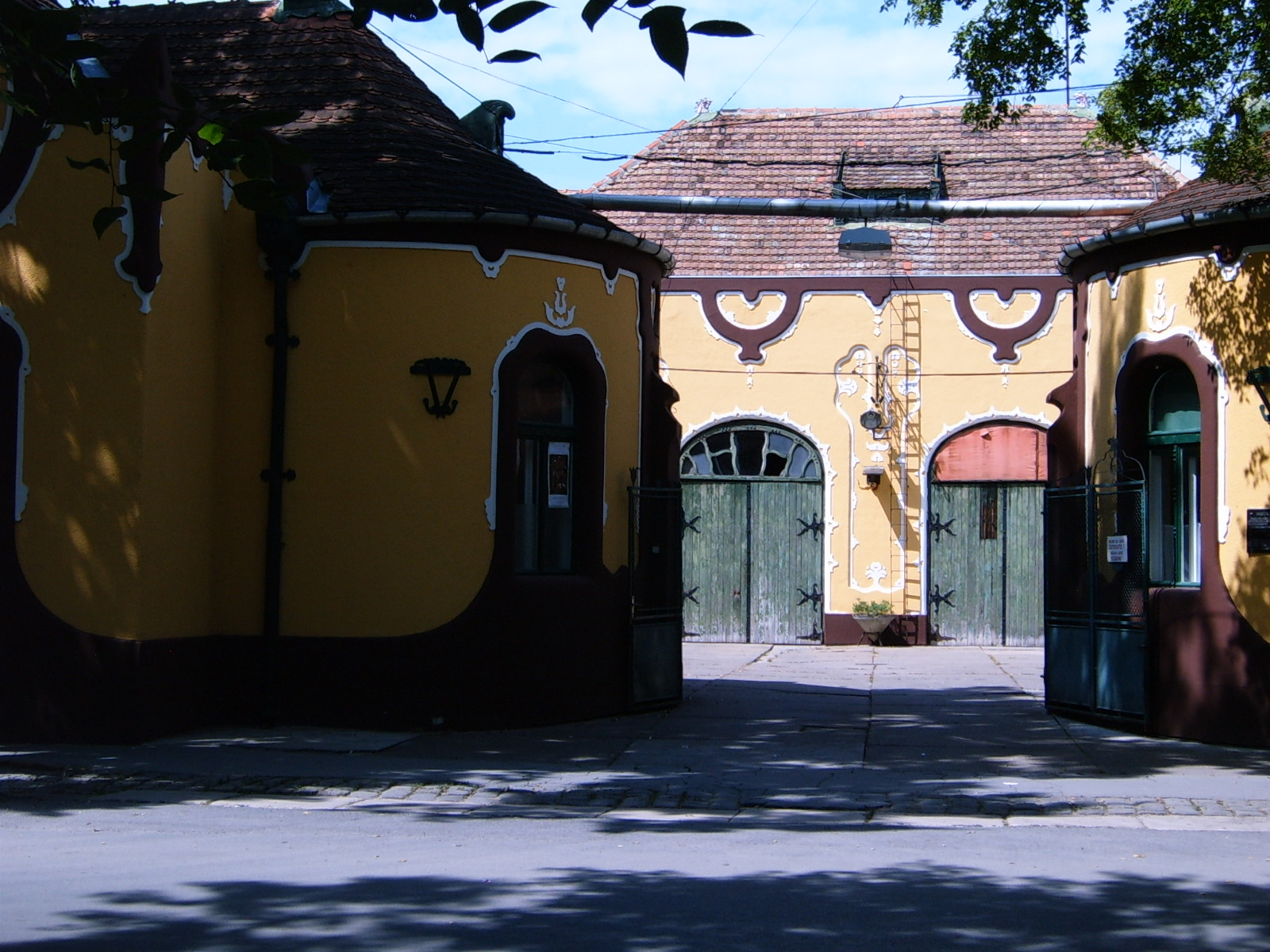
Feuerwehrhaus in Senta